# Palazzo Cioffi

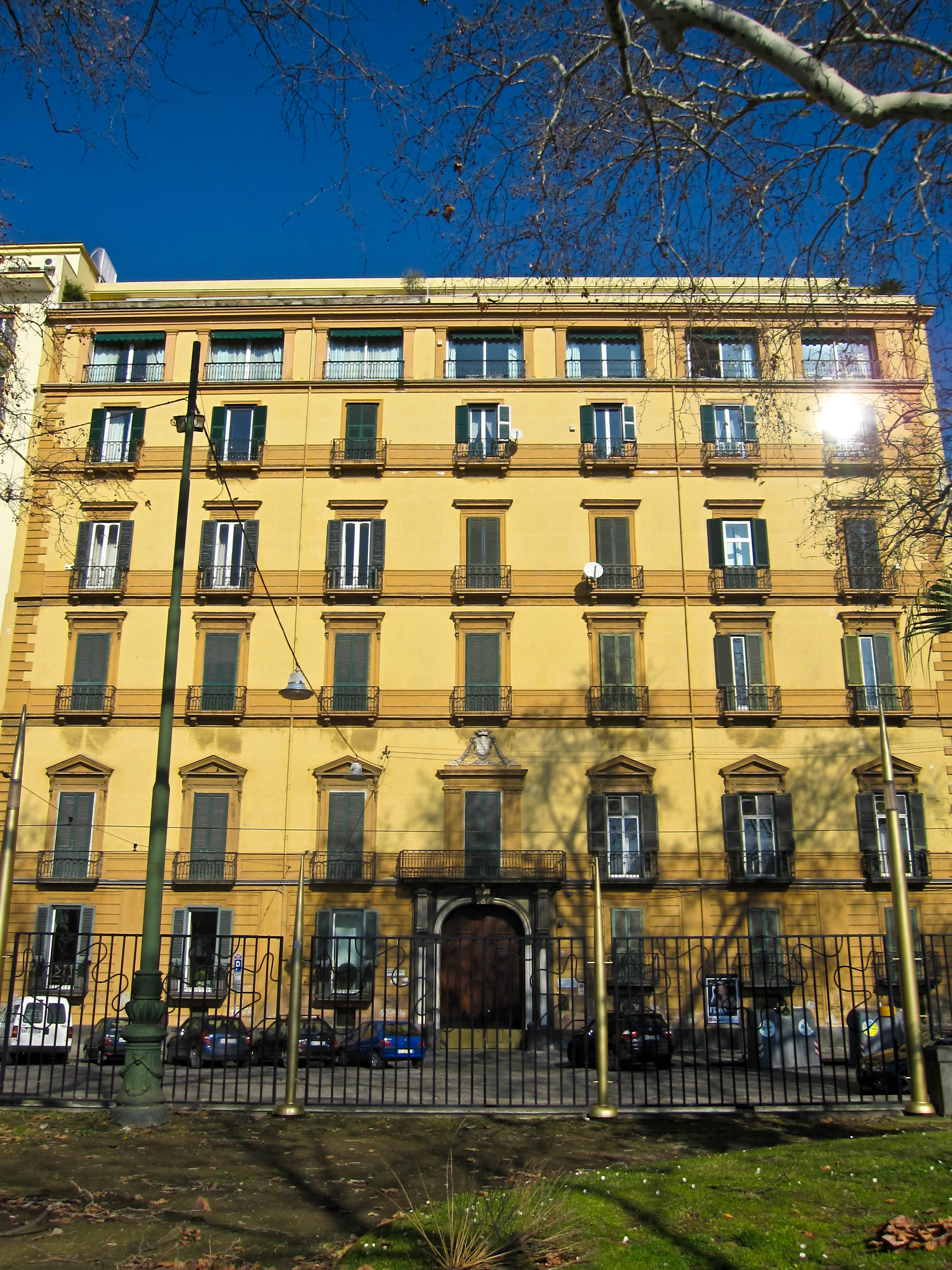
Palazzo Cioffi in Neapel, Hauptfassade

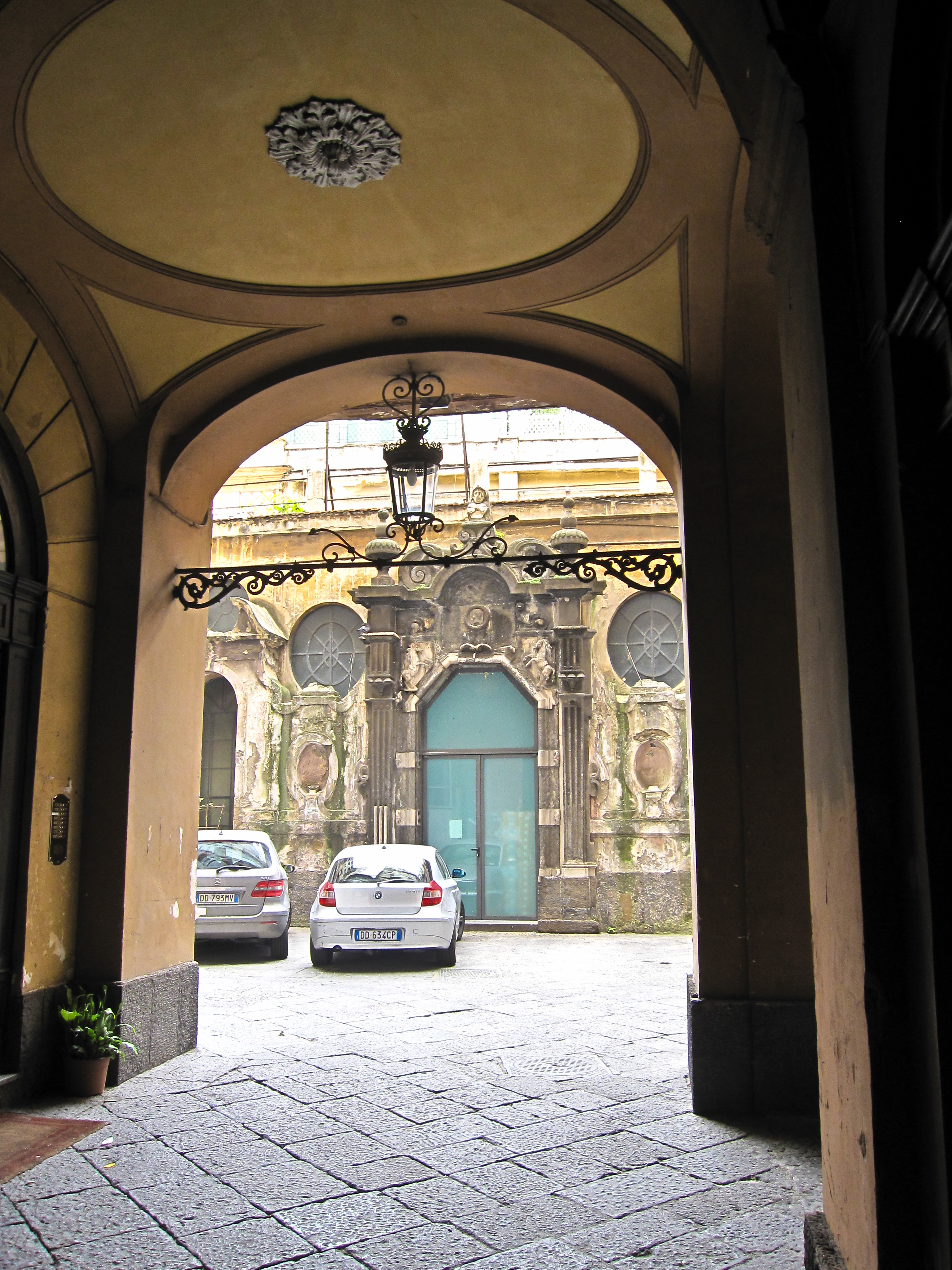
Portal im Innenhof des Palastes

Der Palazzo Cioffi ist ein Palast aus dem 17. Jahrhundert im Viertel Chiaia von Neapel in der italienischen Region Kampanien. Er liegt an der Riviera di Chiaia, 264.

## Geschichte und Beschreibung
Der Palast wurde im 17. Jahrhundert auf den Grundmauern eines früheren Gebäudes auf einem Grundstück der Familie Carafa Belvedere errichtet; der Umbau zum heute zu sehenden Palast ist auf die zweite Hälfte des 18. Jahrhunderts zu datieren. Anfangs gehörte das Anwesen den Markgrafen Cioffi, dann den Macedonios, weiters den Carafas di Traetto (deren Wappen im dreieckigen Tympanon des mittleren Fensters im ersten Obergeschosses zu sehen ist) und dann der Familie Caracciolo di Sant’Eramo. In den 1950er- und 1960er-Jahren wurde der Rauminhalt des Gebäudes durch den Anbau eines Kinosaales im Garten und die Aufstockung um ein Geschoss verändert.
Der Innenhof wurde mit Marmorstatuen geschmückt. Die Fassade erhebt sich fünf Stockwerke hoch (einschließlich der Aufstockung); der untere Teil des Gebäudes ist durch eine streifenförmige Stuckverzierung gekennzeichnet, die nur durch die Fensteröffnungen des Zwischengeschosses und das Korbbogenportal in Marmor und Piperno unterbrochen ist; an den Ecken ist die Fassade mit kissenförmigem Bossenwerk dekoriert, wogegen die Stockwerke durch Gesimse voneinander getrennt sind. Das erste Obergeschoss ist durch die Rahmen der kleinen Balkone mit dreieckigen Tympana gekennzeichnet; der mittlere Balkon zeigt florale Dekoration, die das Wappen in Stuck stützt.
Im Hof sind noch die Reste des barocken Gebäudes erkennbar: Im Hintergrund liegt ein niedriges Gebäude, das den Palast von dem dahinter liegenden Anwesen trennt. Das kleine Gebäude ist durch ein Portal gekennzeichnet, das einen geschwungenen Giebel trägt, der in einer Büste in der Mitte und Töpfen an den Ecken endet, die die Volute schließen. Der Durchgang wird durch einen polygonalen Bogen aus Marmor und Piperno gebildet. An den äußeren Enden des Bogens sind Reliefe angebracht, auf denen springende Pferde zusammen mit dem Motto „DONEC AD METAM“ (dt.: bis zum Ziel) dargestellt sind. Auf den Seiten befinden sich zwei Nebenportale mit Rundbögen, die mit einem gebrochenen, halbrunden Giebel abschließen, in dessen Mitte weitere Büsten gestanden sein müssten.

## Bildergalerie

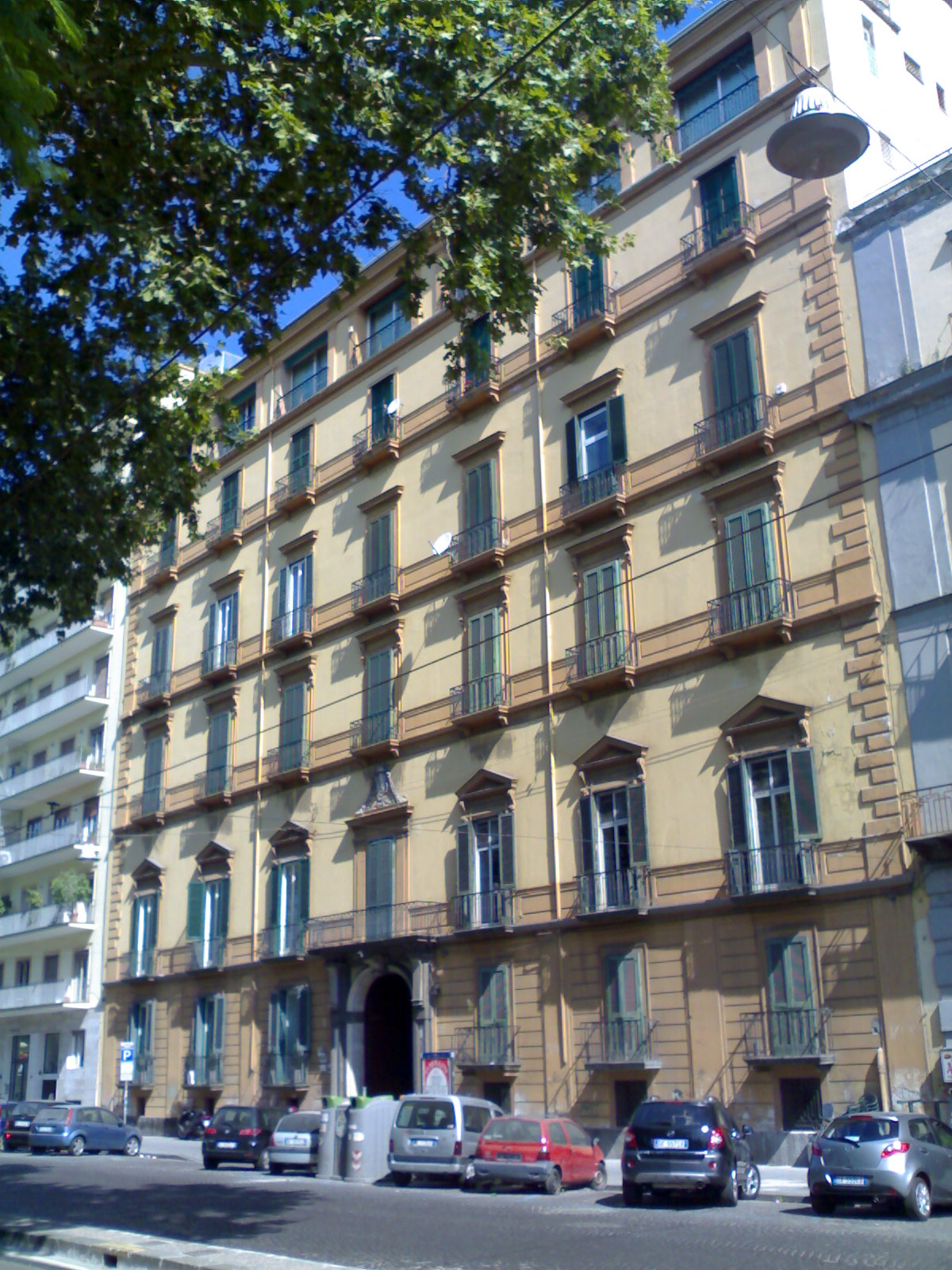
Weitere Ansicht des Palazzo Cioffi
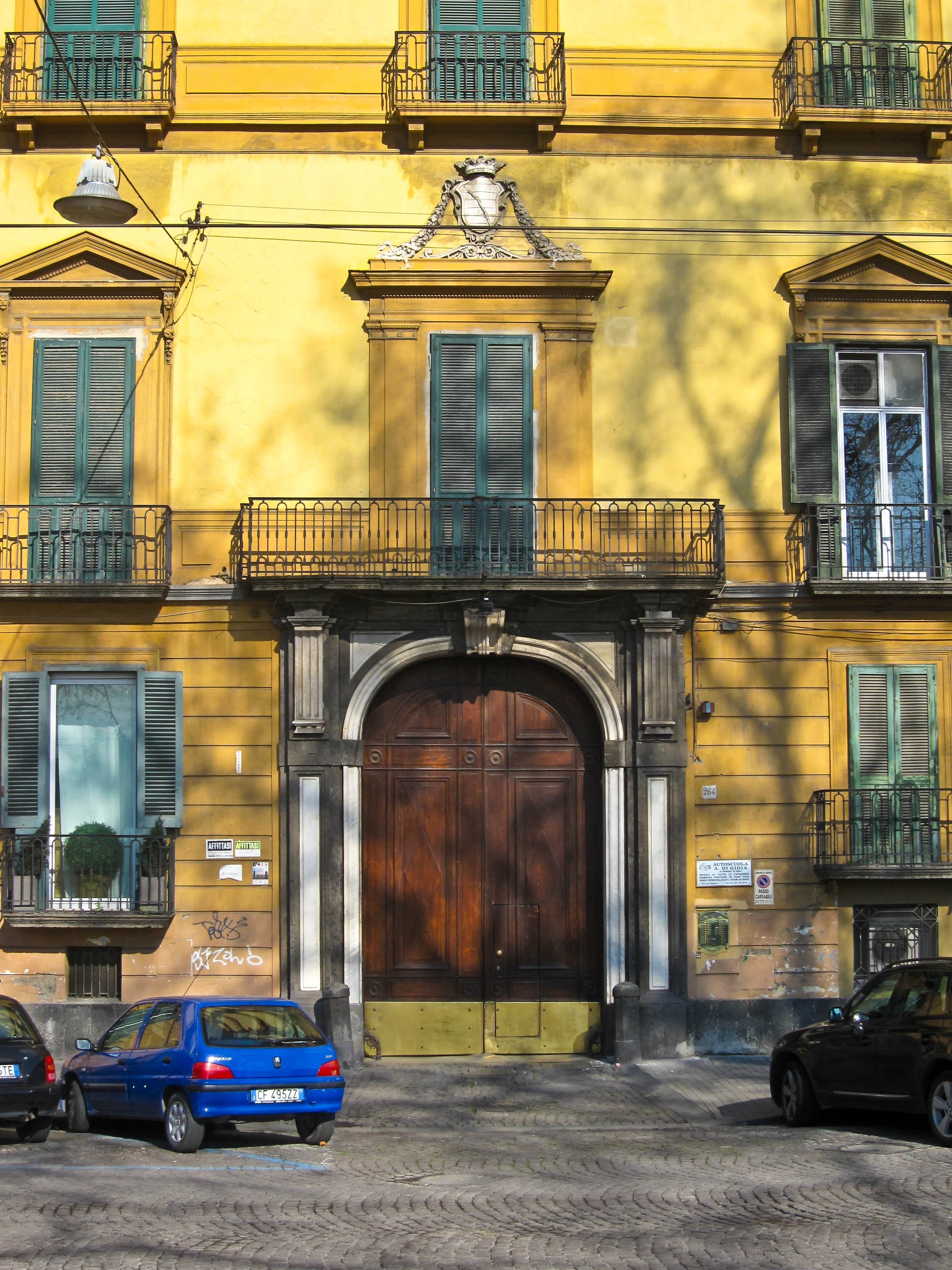
Detail des Haupteingangs